# Magnum IO
Magnum IO是NVIDIA于2019年发布的一个软件组件。

## 原理
Magnum IO可以帮助数据绕过CPU，直接从存储器到GPU、存储和网络设备来链接处理数据，在运算时候降低延迟，提升计算效率，将支持多服务器、多 gpu 计算节点配置。

## 应用
Magnum IO主要服务在数据分析、高性能计算、深度学习方面领域，英伟达的HGX A100加入了NVIDIA Magnum IO GPUDirect Storage 软件。
Magnum IO将应用在Tursa超级计算机上，优化加速其粒子物理计算。

## 发展
2021年6月，Nvidia发布Magnum IO 1.0版本。